# Eleições autárquicas portuguesas de 1997 no distrito da Guarda
| Eleições autárquicas portuguesas de 1997 Distritos: Aveiro \| Beja \| Braga \| Bragança \| Castelo Branco \| Coimbra \| Évora \| Faro \| Guarda \| Leiria \| Lisboa \| Portalegre \| Porto \| Santarém \| Setúbal \| Viana do Castelo \| Vila Real \| Viseu \| Açores \| Madeira |

## Resultados por concelho
Os resultados nos concelhos do Distrito da Guarda foram os seguintes:

### Aguiar da Beira
| Partido                 | Partido                        | Votos | %               | +/-   | Vereadores | +/-     |
| ----------------------- | ------------------------------ | ----- | --------------- | ----- | ---------- | ------- |
|                         | Partido Social Democrata       | 2 032 | 44,46 / 100,00  | 5,55  | 3 / 5      | Estável |
|                         | Partido Popular                | 1 770 | 38,73 / 100,00  | 13,11 | 2 / 5      | 1       |
|                         | Partido Socialista             | 547   | 11,97 / 100,00  | 7,08  | 0 / 5      | 1       |
|                         | Coligação Democrática Unitária | 18    | 0,39 / 100,00   | 0,82  | 0 / 5      | Estável |
| Votos Inválidos         | Votos Inválidos                | 203   | 4,45 / 100,00   | 0,34  |            |         |
| Total                   | Total                          | 4 570 | 100,00 / 100,00 |       | 5 / 5      |         |
| Eleitorado/Participação | Eleitorado/Participação        | 6 288 | 72,68 / 100,00  | 3,78  |            |         |

### Almeida
| Partido                 | Partido                        | Votos | %               | +/-   | Vereadores | +/-     |
| ----------------------- | ------------------------------ | ----- | --------------- | ----- | ---------- | ------- |
|                         | Partido Social Democrata       | 3 847 | 60,95 / 100,00  | 18,46 | 4 / 5      | 1       |
|                         | Partido Socialista             | 1 900 | 30,10 / 100,00  | 5,40  | 1 / 5      | Estável |
|                         | Partido Popular                | 199   | 3,15 / 100,00   | 24,31 | 0 / 5      | 1       |
|                         | Coligação Democrática Unitária | 115   | 1,82 / 100,00   | 0,57  | 0 / 5      | Estável |
| Votos Inválidos         | Votos Inválidos                | 251   | 3,97 / 100,00   | 0,13  |            |         |
| Total                   | Total                          | 6 312 | 100,00 / 100,00 |       | 5 / 5      |         |
| Eleitorado/Participação | Eleitorado/Participação        | 9 251 | 68,23 / 100,00  | 0,88  |            |         |

### Celorico da Beira
| Partido                 | Partido                        | Votos | %               | +/-  | Vereadores | +/-     |
| ----------------------- | ------------------------------ | ----- | --------------- | ---- | ---------- | ------- |
|                         | Partido Socialista             | 3 113 | 49,43 / 100,00  | 0,34 | 3 / 5      | Estável |
|                         | Partido Social Democrata       | 2 721 | 43,20 / 100,00  | 3,91 | 2 / 5      | Estável |
|                         | Partido Popular                | 232   | 3,68 / 100,00   | 2,83 | 0 / 5      | Estável |
|                         | Coligação Democrática Unitária | 41    | 0,65 / 100,00   | 0,04 | 0 / 5      | Estável |
| Votos Inválidos         | Votos Inválidos                | 191   | 3,03 / 100,00   | 1,47 |            |         |
| Total                   | Total                          | 6 298 | 100,00 / 100,00 |      | 5 / 5      |         |
| Eleitorado/Participação | Eleitorado/Participação        | 8 908 | 70,70 / 100,00  | 3,44 |            |         |

### Figueira de Castelo Rodrigo
| Partido                 | Partido                        | Votos | %               | +/-   | Vereadores | +/-     |
| ----------------------- | ------------------------------ | ----- | --------------- | ----- | ---------- | ------- |
|                         | Partido Social Democrata       | 2 798 | 53,10 / 100,00  | 17,70 | 3 / 5      | 1       |
|                         | Partido Socialista             | 2 220 | 42,13 / 100,00  | 15,23 | 2 / 5      | 1       |
|                         | Coligação Democrática Unitária | 49    | 0,93 / 100,00   | 0,32  | 0 / 5      | Estável |
| Votos Inválidos         | Votos Inválidos                | 202   | 3,84 / 100,00   | 0,34  |            |         |
| Total                   | Total                          | 5 269 | 100,00 / 100,00 |       | 5 / 5      |         |
| Eleitorado/Participação | Eleitorado/Participação        | 7 076 | 74,46 / 100,00  | 0,84  |            |         |

### Fornos de Algodres
| Partido                 | Partido                        | Votos | %               | +/-  | Vereadores | +/-     |
| ----------------------- | ------------------------------ | ----- | --------------- | ---- | ---------- | ------- |
|                         | Partido Social Democrata       | 2 169 | 48,46 / 100,00  | 3,88 | 3 / 5      | 1       |
|                         | Partido Socialista             | 1 787 | 39,92 / 100,00  | 6,09 | 2 / 5      | Estável |
|                         | Partido Popular                | 373   | 8,33 / 100,00   | 8,68 | 0 / 5      | 1       |
|                         | Coligação Democrática Unitária | 29    | 0,65 / 100,00   | 0,09 | 0 / 5      | Estável |
| Votos Inválidos         | Votos Inválidos                | 118   | 2,63 / 100,00   | 1,21 |            |         |
| Total                   | Total                          | 4 476 | 100,00 / 100,00 |      | 5 / 5      |         |
| Eleitorado/Participação | Eleitorado/Participação        | 5 741 | 77,97 / 100,00  | 1,29 |            |         |

### Gouveia
| Partido                 | Partido                        | Votos  | %               | +/-  | Vereadores | +/-     |
| ----------------------- | ------------------------------ | ------ | --------------- | ---- | ---------- | ------- |
|                         | Partido Socialista             | 5 246  | 49,02 / 100,00  | 3,44 | 4 / 7      | Estável |
|                         | Partido Social Democrata       | 4 321  | 40,38 / 100,00  | 1,18 | 3 / 7      | Estável |
|                         | Coligação Democrática Unitária | 421    | 3,93 / 100,00   | 0,49 | 0 / 7      | Estável |
|                         | Partido Popular                | 208    | 1,94 / 100,00   | 3,17 | 0 / 7      | Estável |
| Votos Inválidos         | Votos Inválidos                | 505    | 4,72 / 100,00   | 0,41 |            |         |
| Total                   | Total                          | 10 701 | 100,00 / 100,00 |      | 7 / 7      |         |
| Eleitorado/Participação | Eleitorado/Participação        | 16 444 | 65,08 / 100,00  | 1,69 |            |         |

### Guarda
| Partido                 | Partido                        | Votos  | %               | +/-  | Vereadores | +/-     |
| ----------------------- | ------------------------------ | ------ | --------------- | ---- | ---------- | ------- |
|                         | Partido Socialista             | 13 971 | 56,29 / 100,00  | 3,95 | 4 / 7      | Estável |
|                         | Partido Social Democrata       | 7 972  | 32,12 / 100,00  | 2,37 | 3 / 7      | Estável |
|                         | Partido Popular                | 1 012  | 4,08 / 100,00   | 1,22 | 0 / 7      | Estável |
|                         | Coligação Democrática Unitária | 739    | 2,98 / 100,00   | 0,27 | 0 / 7      | Estável |
| Votos Inválidos         | Votos Inválidos                | 1 126  | 4,53 / 100,00   | 0,09 |            |         |
| Total                   | Total                          | 24 820 | 100,00 / 100,00 |      | 7 / 7      |         |
| Eleitorado/Participação | Eleitorado/Participação        | 38 032 | 65,26 / 100,00  | 2,69 |            |         |

### Manteigas
| Partido                 | Partido                        | Votos | %               | +/-   | Vereadores | +/-     |
| ----------------------- | ------------------------------ | ----- | --------------- | ----- | ---------- | ------- |
|                         | Partido Social Democrata       | 1 029 | 37,43 / 100,00  | 4,75  | 2 / 5      | 1       |
|                         | Partido Socialista             | 944   | 34,34 / 100,00  | 3,97  | 2 / 5      | Estável |
|                         | Partido Popular                | 609   | 22,15 / 100,00  | 12,08 | 1 / 5      | 1       |
|                         | Coligação Democrática Unitária | 88    | 3,20 / 100,00   | 2,18  | 0 / 5      | Estável |
| Votos Inválidos         | Votos Inválidos                | 79    | 2,88 / 100,00   | 0,07  |            |         |
| Total                   | Total                          | 2 749 | 100,00 / 100,00 |       | 5 / 5      |         |
| Eleitorado/Participação | Eleitorado/Participação        | 3 758 | 73,15 / 100,00  | 0,11  |            |         |

### Mêda
| Partido                 | Partido                        | Votos | %               | +/-   | Vereadores | +/-     |
| ----------------------- | ------------------------------ | ----- | --------------- | ----- | ---------- | ------- |
|                         | Partido Social Democrata       | 2 138 | 44,13 / 100,00  | 1,44  | 3 / 5      | Estável |
|                         | Partido Popular Monárquico     | 2 113 | 43,61 / 100,00  | -     | 2 / 5      | -       |
|                         | Partido Socialista             | 322   | 6,65 / 100,00   | 21,35 | 0 / 5      | 1       |
|                         | Partido Popular                | 61    | 1,26 / 100,00   | 22,65 | 0 / 5      | 1       |
|                         | Coligação Democrática Unitária | 27    | 0,56 / 100,00   | 0,46  | 0 / 5      | Estável |
| Votos Inválidos         | Votos Inválidos                | 184   | 3,80 / 100,00   | 0,58  |            |         |
| Total                   | Total                          | 4 845 | 100,00 / 100,00 |       | 5 / 5      |         |
| Eleitorado/Participação | Eleitorado/Participação        | 7 053 | 68,69 / 100,00  | 1,64  |            |         |

### Pinhel
| Partido                 | Partido                        | Votos  | %               | +/-   | Vereadores | +/-     |
| ----------------------- | ------------------------------ | ------ | --------------- | ----- | ---------- | ------- |
|                         | Partido Socialista             | 4 142  | 52,76 / 100,00  | 14,65 | 4 / 7      | 1       |
|                         | Partido Social Democrata       | 3 027  | 38,56 / 100,00  | 8,26  | 3 / 7      | 1       |
|                         | Partido Popular                | 226    | 2,88 / 100,00   | 23,12 | 0 / 7      | 2       |
|                         | Coligação Democrática Unitária | 115    | 1,46 / 100,00   | 0,08  | 0 / 7      | Estável |
| Votos Inválidos         | Votos Inválidos                | 341    | 4,34 / 100,00   | 0,29  |            |         |
| Total                   | Total                          | 7 851  | 100,00 / 100,00 |       | 7 / 7      |         |
| Eleitorado/Participação | Eleitorado/Participação        | 12 387 | 63,38 / 100,00  | 5,40  |            |         |

### Sabugal
| Partido                 | Partido                        | Votos  | %               | +/-  | Vereadores | +/-     |
| ----------------------- | ------------------------------ | ------ | --------------- | ---- | ---------- | ------- |
|                         | Partido Social Democrata       | 4 910  | 44,99 / 100,00  | 5,11 | 4 / 7      | 1       |
|                         | Partido Socialista             | 4 842  | 44,37 / 100,00  | 1,22 | 3 / 7      | 1       |
|                         | Partido Popular                | 447    | 4,10 / 100,00   | 5,65 | 0 / 7      | Estável |
|                         | Coligação Democrática Unitária | 178    | 1,63 / 100,00   | 0,26 | 0 / 7      | Estável |
| Votos Inválidos         | Votos Inválidos                | 537    | 4,92 / 100,00   | 0,41 |            |         |
| Total                   | Total                          | 10 914 | 100,00 / 100,00 |      | 7 / 7      |         |
| Eleitorado/Participação | Eleitorado/Participação        | 17 358 | 62,88 / 100,00  | 4,09 |            |         |

### Seia
| Partido                 | Partido                        | Votos  | %               | +/-   | Vereadores | +/-     |
| ----------------------- | ------------------------------ | ------ | --------------- | ----- | ---------- | ------- |
|                         | Partido Socialista             | 10 839 | 64,92 / 100,00  | 16,07 | 5 / 7      | 1       |
|                         | Partido Social Democrata       | 3 864  | 23,14 / 100,00  | 14,39 | 2 / 7      | 1       |
|                         | Coligação Democrática Unitária | 688    | 4,12 / 100,00   | 0,44  | 0 / 7      | Estável |
|                         | Partido Popular                | 574    | 3,44 / 100,00   | 1,58  | 0 / 7      | Estável |
| Votos Inválidos         | Votos Inválidos                | 732    | 4,39 / 100,00   | 0,35  |            |         |
| Total                   | Total                          | 16 697 | 100,00 / 100,00 |       | 7 / 7      |         |
| Eleitorado/Participação | Eleitorado/Participação        | 26 706 | 62,52 / 100,00  | 4,74  |            |         |

### Trancoso
| Partido                 | Partido                        | Votos  | %               | +/-   | Vereadores | +/-     |
| ----------------------- | ------------------------------ | ------ | --------------- | ----- | ---------- | ------- |
|                         | Partido Social Democrata       | 3 365  | 45,41 / 100,00  | 6,23  | 4 / 7      | Estável |
|                         | Partido Socialista             | 3 307  | 44,62 / 100,00  | 16,56 | 3 / 7      | 1       |
|                         | Partido Popular                | 328    | 4,43 / 100,00   | 9,83  | 0 / 7      | 1       |
|                         | Coligação Democrática Unitária | 83     | 1,12 / 100,00   | 0,23  | 0 / 7      | Estável |
| Votos Inválidos         | Votos Inválidos                | 328    | 4,42 / 100,00   | 0,23  |            |         |
| Total                   | Total                          | 7 411  | 100,00 / 100,00 |       | 7 / 7      |         |
| Eleitorado/Participação | Eleitorado/Participação        | 11 106 | 66,73 / 100,00  | 0,06  |            |         |

### Vila Nova de Foz Côa
| Partido                 | Partido                        | Votos | %               | +/-  | Vereadores | +/-     |
| ----------------------- | ------------------------------ | ----- | --------------- | ---- | ---------- | ------- |
|                         | Partido Social Democrata       | 3 163 | 50,21 / 100,00  | 0,72 | 3 / 5      | Estável |
|                         | Partido Socialista             | 2 622 | 41,63 / 100,00  | 5,32 | 2 / 5      | Estável |
|                         | Partido Popular                | 132   | 2,10 / 100,00   | 5,31 | 0 / 5      | Estável |
|                         | Coligação Democrática Unitária | 129   | 2,05 / 100,00   | 0,76 | 0 / 5      | Estável |
| Votos Inválidos         | Votos Inválidos                | 253   | 4,02 / 100,00   | 0,04 |            |         |
| Total                   | Total                          | 6 299 | 100,00 / 100,00 |      | 5 / 5      |         |
| Eleitorado/Participação | Eleitorado/Participação        | 9 249 | 68,10 / 100,00  | 0,58 |            |         |